# アブダライ・マフムード
アブダライ・モハメド・マフムード（Abdallahi Mohamed Mahmoud、2000年5月4日 - ）は、モーリタニア・ダル＝ナイム出身のサッカー選手。デポルティーボ・アラベス所属。ポジションはディフェンダー。

## クラブ経歴
2018年8月8日、U-20モーリタニア代表での活躍から、デポルティーボ・アラベスとの契約を勝ち取った。契約はトップチームでのものだが、実際に登録されるのはBチームである。
2020年6月27日、ラ・リーガのアトレティコ・マドリード戦にてアラベスでのトップチームデビューを果たした。
2021年8月18日、アラベスとクラブ間で提携を結んでいるNKイストラ1961にレンタル移籍することが発表された。